# Клиентское государство
Клиентское государство — государство, которое экономически или политически зависит от другого, более влиятельного государства. Наименование используется неофициально. Термин появился в Античности — в политической практике Древнего Рима.
Существуют следующие типы клиентских государств: государство-сателлит, ассоциированное государство, марионеточное государство, неоколония, протекторат, вассальное государство и трибутарное государство. 

## Клиентские государства в истории

### Персия, Греция и Рим
См. также: Список римских клиентов-царей

См. также: Список римских клиентов-цариц
Древние государства, такие как Персия и древнегреческие города-государства, создавали государства-клиенты, подчиняя правителей этих государств (государств-городов). Например, Древние Афины вынуждали более слабые греческие государства-города вступать в Делосский союз, и в некоторых случаях навязывали им демократическое правление. Позже Филипп II Македонский политикой и вооружённой силой создал Коринфский союз. Наиболее широко использовала клиентские отношения Римская республика, которая часто вместо завоевания государства с последующим его поглощением предпочитала делать из побеждённых правителей своих клиентов (например, Деметрий Фаросский). Иногда правитель-клиент был не побеждённым врагом, а претендентом, которому римляне помогли придти к власти (известный пример — Ирод I Великий). Создание клиентских государств активно практиковалось и в Средние века в форме вассалитета.

### Османская империя
Основная статья: Вассальные и даннические государства Османской империи

### Россия и Сербия
Основная статья: Российско-сербские отношения
Австро-Венгерская империя попыталась сделать из Сербии клиента для того, чтобы сформировать христианскую оппозицию Османской империи. Однако впоследствии Сербия попала под защиту России, которая формировала панправославную оппозицию католицизму, представленному Австро-Венгерской империей. Великобритания и Австро-Венгрия считали Сербию государством-клиентом, контролируемым Россией.

### Франция
Основная статья: Дочерние республики
Во времена Французской революции (переворота) и наполеоновских эпох Франция завоевала большую часть Западной Европы и создала несколько государств-клиентов. Изначально во время французских революционных войн эти государства были созданы как республики (так называемые «дочерние республики», или «республики-сёстры»). Они были созданы в Италии (Цизальпийская республика в Северной Италии, Партенопейская республика на юге Италии), Швейцарии, Бельгии и Нидерландах как республика либо монархии.
Во время Первой французской империи, когда Наполеон и французская армия завоевали Западную Европу, эти государства изменились, а также появилось несколько новых государств. Итальянские республики были преобразованы в Королевство Италия под прямым правлением Наполеона на севере и Неаполитанское королевство на юге, под правлением сначала Иосифа Бонапарта, а затем — маршала империи Иоахима Мурата.
Западный берег реки Рейн был аннексирован и стал частью Французской империи. Многочисленные немецкие государства, включая Рейнский союз, стали клиентскими государствами Французской империи, в том числе Королевство Вестфалия, которое контролировалось Жеромом Бонапартом.
Испания стала клиентом после французского вторжения на Иберийский полуостров; клиентским государством (протекторатом) являлось и Великое Герцогство Варшавское.

### Нацистская Германия
После того, как Франция была побеждена Германией в ходе Французской кампании, Вишистская Франция была создана как клиентское государство нацистской Германии, которое оставалось таковым до 1942 года, когда оно было низведено до марионеточного государства, просуществовавшего до 1944 года. Германия также установила на завоёванных территориях и другие клиентские государства, например Словацкую Республику, хорватское государство и сербское государство.

### Соединенные Штаты
После 1945 года этот термин часто применялся к народам, которым управляли диктатуры, открыто поддерживаемые Соединенными Штатами Америки. Во время холодной войны многие латиноамериканские страны, такие как Гватемала, Сальвадор, Никарагуа до 1979 года, Куба до 1959 года и Чили под режимом генерала Аугусто Пиночета, рассматривались как государства-клиенты США, поскольку правительство США оказало значительное влияние на политику этих диктатур. Этот термин также применим к другим авторитарным режимам, имевшим тесные связи с Соединенными Штатами во время «холодной войны», такими как Южный Вьетнам, Южная Корея, Индонезия во время режима Сухарто, Иран до 1979 года, Камбоджа под режимом Лон Нола, Филиппины при правлении Фердинанда Маркоса и Саудовская Аравия. 

### Советский Союз
Советские клиентские государства включали большую часть стран Варшавского договора, на политику которых в значительной степени влияли советская военная и экономическая помощь. Также советскими марионеточными государствами третьего мира являлись такие страны, как Куба после кубинской революции, Корейская Народно-Демократическая Республика, Народная Республика Ангола, Народная Республика Мозамбик, Демократическая Республика Афганистан и Демократическая Республика Вьетнам (Северный Вьетнам).